# Corsicaanse citroensijs
De Corsicaanse citroensijs (Carduelis corsicana) is een zangvogel uit de familie van vinkachtigen (Fringillidae).

## Verspreiding en leefgebied
Deze soort komt voor in Corsica, Sardinië en op de Italiaanse eilanden Elba, Capraia Isola en Gorgona.